# Íñigo Idiakez
Íñigo Idiakez Barkaiztegi (San Sebastián, Guipúzcoa, 8 de noviembre de 1973) es un exfutbolista y entrenador español. Es hermano del también entrenador Imanol Idiakez.

## Trayectoria

### Como jugador
Jugador formado en la cantera de la Real Sociedad. Perteneciente a la misma quinta del 73 que los internacionales Francisco Javier de Pedro y Agustín Aranzabal. Su hermano mayor, Imanol Idiakez, coincidió con Íñigo en las categorías inferiores de la Real Sociedad, pero vio truncada su progresión por una grave lesión que le impidió llegar al primer equipo.
Íñigo Idiakez debutó con la Real Sociedad en la Primera división española el 8 de noviembre de 1992, el mismo día que cumplía 19 años de edad en un partido ante el Cádiz CF en el Estadio de Atocha. A pesar de ese temprano debut con la Real Sociedad, no entró a formar parte de la primera plantilla del club hasta la temporada 1994-95. Entre 1992 y 1994 jugó durante dos temporadas habitualmente en la Real Sociedad de Fútbol B de Segunda división B con muy puntuales apariciones en el primer equipo y buenos registros goleadores en la Segunda B.
Entre 1994 y 2002, durante 8 temporadas, fue jugador de la primera plantilla de la Real Sociedad de Fútbol. Idiakez jugó 254 partidos oficiales con la Real Sociedad en Liga, Copa del Rey y Copa de la UEFA y marcó 36 goles. 233 de los partidos y 33 de los goles fueron en la Primera división española.
Durante la mayor parte de las temporadas Idiakez se carecterizó por ser básicamente un suplente habitual del equipo, que entraba en casi todos los partidos como sustituto de algún delantero o centrocampista. Sin embargo en sus 2 últimas campañas como realista se hizo con un puesto titular en el centro del equipo. Idiakez comenzó jugando como delantero, pero a medida que fueron pasando los años fue retrasando su posición al centro del campo. En sus últimas temporadas en la Real Sociedad se vio reconvertido en centrocampista de brega y luchador. Siempre mantuvo cierta capacidad goleadora y vio puerta con relativa frecuencia.
Al finalizar la temporada 2001-02, Íñigo Idiakez finalizaba contrato con la Real Sociedad quedando como jugador libre al no llegar a ningún acuerdo con el club donostiarra para renovar, se habló del interés de varios históricos de la Liga española por hacerse con sus servicios como el Betis pero pasaban los días del verano de 2002 e Idiakez no acababa de firmar por ningún equipo. En vísperas del inicio de la temporada y al no concretarse las ofertas de equipos de Primera fichó por el Real Oviedo, equipo en una profunda crisis financiera y recién descendido a la Segunda división española.

#### Segunda División Española
En el Real Oviedo Idiakez jugó una temporada, la 2002-03. Fue el quinto jugador más utilizado de la plantilla. Jugó 33 partidos y marcó 4 goles. Sin embargo el club se encontraba en una profunda crisis en todos los ámbitos y finalizó la temporada en penúltima posición descendiendo a Segunda división B. Aquel mismo verano el Oviedo descendió asimismo a Tercera división como consecuencia de sus problemas económicos.
Tras quedar libre de su vinculación con el Real Oviedo fichó por el Rayo Vallecano, también de la Segunda división española y entrenado por Julen Lopetegui. La historia del año anterior se volvió a repetir para Idiakez. El Rayo Vallecano finalizó la temporada en penúltima posición y descendió a Segunda división B. Además Idiakez jugó menos que la campaña anterior en el Real Oviedo, siendo el primer recambio del equipo.
Tras dos temporadas en Segunda división jalonadas con dos descensos de categoría el futuro de Idiakez se presentaba bastante incierto.

#### First Divisioninglesa
En el verano de 2004, tras realizar unas pruebas, Idiakez ficha por el histórico Derby County que se encontraba en la First Division inglesa (segunda categoría del fútbol inglés). El fichaje de Idiakez, que había quedado libre tras el descenso del Rayo, fue una apuesta personal del entonces técnico del equipo George Burley. En el equipo de Derby Idiakez se convirtió rápidamente en uno de los ídolos de la afición local y llegó a ser elegido en la temporada de su debut el jugador preferido de la afición y el mejor de la First División en su demarcación, elección hecha por los jugadores de su misma categoría.
En sus 2 temporadas con los Rams Idiakez ha jugado 86 partidos de Liga y marcado 20 goles siendo titular indiscutible del equipo. Jugando en una posición más adelantada se ha convertido además en un reputado lanzador de faltas y saques de esquina.
Si en la temporada 2004-05 el Derby County luchó por el ascenso a la Premier League finalizando en 4.º lugar; en la temporada 2005-06 rozó el descenso al acabar en 20.ª posición.
El 31 de agosto de 2006 Idiakez fue traspasado al Southampton FC por 250.000 libras. En este equipo se ha reencontrado con George Burley como mánager. A pesar de hacer un gran inicio de temporada, dejó de contar en los planes del técnico y así en marzo de 2007 fue cedido por su club al Queens Park Rangers FC de la Football League Championship hasta final de temporada y luego repescado por su propio equipo para jugar el play off de ascenso a la Premier . Esa temporada jugó 12 partidos de Liga y marcó 1 gol para el Southampton y 4 partidos y 1 gol para el QPR's.
En la temporada 2007-08 volvió al Southampton.

#### Selección nacional
No ha llegado a ser internacional absoluto, pero sí que fue internacional Sub-21 con España, llegando a ser subcampeón de la Eurocopa en 1996 y participante en los Juegos Olímpicos de Atlanta 1996, donde obtuvo un diploma olímpico al llegar la selección española hasta cuartos de final.
También disputó 4 partidos amistosos con la Selección de Euskadi, con la que marcó dos goles.

### Como entrenador
Durante la temporada 2011-2012 fue el entrenador del Berio Futbol Taldea de San Sebastián, de la División de Honor Preferente de Guipúzcoa, realizando una gran labor y creando un nuevo estilo de juego que gracias a él permanece esta temporada 2012-2013 en manos del nuevo entrenador y exjugador del Berio; Josu Ribas.
Durante la temporada 2012-13, Iñigo fue el segundo entrenador del Apollon Limassol de la primera División de la liga de Chipre. Pero por culpa del Team Manager Daniel Quinteros, Iñigo y su compañero escocés fueron sustituidos tras la segunda jornada liguera. En diciembre de 2013, se une al Leicester City Football Club, como Lead Youth Development Coach en su academia, encargándose de los entrenamientos y configuración del fútbol base de 12 a 16 años.
En julio de 2016 abandona las divisiones inferiores del Leicester City, donde ejercía como entrenador, para firmar contrato con el Derby County, donde sería asistente de Nigel Pearson.
En diciembre de 2020, se convierte en nuevo entrenador de la Cultural y Deportiva Leonesa. El 26 de abril de 2021, es destituido de su cargo tras sumar 3 derrotas consecutivas, lo que comprometió la presencia del equipo leonés por disputar los playoff de ascenso a LaLiga SmartBank.
El 2 de junio de 2022, firma como entrenador del Cancún Fútbol Club de la Liga de Expansión MX.
El 20 de julio de 2023, firma como entrenador del filial del Aston Villa Football Club.
El 30 de diciembre de 2023, firma como entrenador del Real Unión Club de la Primera Federación, en sustitución de Fran Justo.
El 1 de abril de 2024, es cesado como entrenador del Real Unión Club.

## Clubes

### Como jugador
| Club                         | País       | Año       |
| ---------------------------- | ---------- | --------- |
| Real Sociedad B              | España     | 1992-1994 |
| Real Sociedad                | España     | 1994-2002 |
| Real Oviedo                  | España     | 2002-2003 |
| Rayo Vallecano               | España     | 2003-2004 |
| Derby County                 | Inglaterra | 2004-2006 |
| Southampton FC               | Inglaterra | 2006-2008 |
| Queens Park Rangers (cedido) | Inglaterra | 2007      |

### Como entrenador
| Club                                  | País       | Año       |
| ------------------------------------- | ---------- | --------- |
| Berio Futbol Taldea                   | España     | 2011-2012 |
| Apollon Limassol (Segundo Entrenador) | Chipre     | 2012      |
| Leicester City (Coordinador cantera)  | Inglaterra | 2013-2016 |
| Derby County (Segundo Entrenador)     | Inglaterra | 2016      |
| Luton Town (Segundo Entrenador)       | Inglaterra | 2017-2020 |
| Cultural y Deportiva Leonesa          | España     | 2020-2021 |
| Cancún Fútbol Club                    | México     | 2022-2023 |
| Aston Villa Football Club II          | Inglaterra | 2023      |
| Real Unión Club                       | España     | 2024      |